# Johannes Künzig

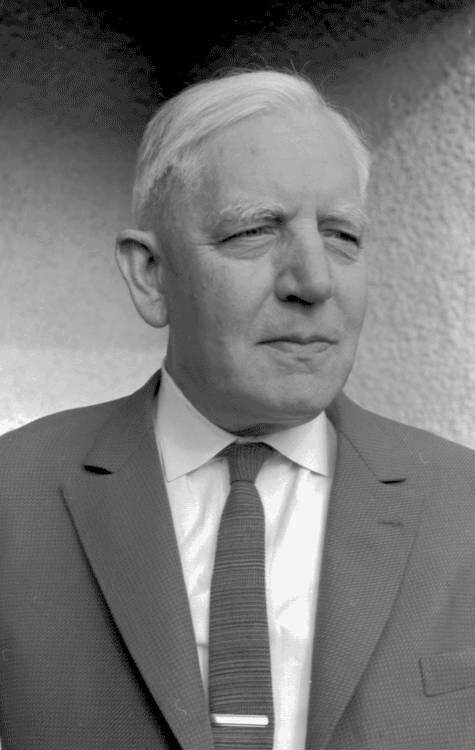
Johannes Künzig (1962)

Johannes Künzig (* 28. Juni 1897 in Pülfringen; † 10. April 1982 in Freiburg im Breisgau) war ein deutscher Volkskundler und Institutsbegründer, dessen Forschungen hauptsächlich die Volkskunde der Deutschen in und aus Ost- und Südosteuropa betrafen.

## Leben und Wirken

### Herkunft und Familie
Johannes Künzig war der Sohn des Landwirts August Künzig und dessen Frau Generosa Paula Künzig, geborene Haberkorn, und hatte drei Geschwister. Künzig heiratete 1925 Ferdinande Nandrup, mit der er einen Sohn und zwei Töchter hatte. In zweiter Ehe war er seit 1977 mit der Volkskundlerin Waltraut Werner-Künzig (1923–2012) verheiratet.

### Werdegang
Künzig besuchte zunächst die Dorfschule und danach das Gymnasium und das erzbischöfliche Konvikt in Tauberbischofsheim. Nach dem Abitur im Jahr 1916 wurde er während des Ersten Weltkriegs zum Kriegsdienst eingezogen und im Badischen Leibregiment Nr. 109 an der Westfront eingesetzt. Nach einem Sturmangriff auf Verdun im Jahr 1917, bei dem er eine schwere Verwundung mit Zertrümmerung des linken Handgelenks erlitt, kam er in ein Lazarett in Würzburg.
Noch vom Lazarett aus nahm Künzig 1918 an der Universität Würzburg das Studium der Germanistik, Geschichte und Volkskunde auf. Nach zwei Semestern wechselte er an die Universität Freiburg i. Br., wo er Schüler von John Meier, dem Begründer des Deutschen Volksliedarchivs, wurde. Hier begann er seine Dissertation über „Geschichte des Volksliedinteresses in Baden seit der Romantik“, die er nach seinem Wechsel an die Universität Heidelberg 1922 bei Friedrich Panzer mit der Promotion zum Dr. phil. abschloss.
Nach dem Staatsexamen für das höhere Lehramt in den Fächern Geschichte und Deutsch unterrichtete er zunächst an einer Privatschule in Rastatt (1923–1924). Nach einer Tätigkeit als Leiter der Pressestelle des Diözesan-Caritasverbandes (1924–1925) übernahm er von 1925 bis 1937 im höheren Schuldienst Lehrtätigkeiten in Freiburg i. Br. und in Lahr. Parallel dazu intensivierte Künzig seine Forschungsarbeiten im Bereich der Volkskunde.
Nach der Machtergreifung der Nationalsozialisten trat er zum 1. Mai 1933 der NSDAP (Mitgliedsnummer 3.023.293) und im selben Jahr dem NS-Lehrerbund und später dem NS-Dozentenbund bei. Er wurde Referent für Volkstum und Heimat bei der NS-Organisation Kraft durch Freude.
Nachdem die Habilitation Künzigs in Freiburg 1936 aus politischen Gründen gescheitert war – er war im Karlsruher Parteiorgan Der Führer als ein im Sold der Kirche stehender Volkskundler diffamiert worden – wirkte er von 1937 bis 1942  kommissarisch als Professor für Volkskunde an der Hochschule für Lehrerbildung Karlsruhe. Im Mai 1940 erhielt er eine positive Beurteilung durch die Gauleitung Baden: „Künzig ist hier in Karlsruhe bei der Gauleitung ... als auch bei der Kreisleitung als unermüdlicher, fleißiger Mitarbeiter bekannt“. 1942 wurde er an der Universität Freiburg i. Br. zum außerordentlichen Professor für „Volkskunde und Volksdeutschtum“ ernannt und baute dort das Institut für Volkskunde bis zu dessen Zerstörung durch Luftangriffe im November 1944 auf.
Nach Ende des Zweiten Weltkriegs im Jahr 1945 wurde Künzig wegen seiner Verstrickung in den Nationalsozialismus als Professor entlassen und 1949 in den Ruhestand versetzt. Daraufhin war er von 1946 bis 1950 als Flüchtlingsreferent des Diözesan-Caritasverbandes tätig.
Im Jahr 1950 gründete Künzig eine private Forschungsstelle für Volkskunde der Heimatvertriebenen und die Landesstelle für Volkskunde in Freiburg i. Br. Seine enge Mitarbeiterin war seine spätere Frau Waltraut Werner. Von 1950 bis 1970 leitete er die Badische Landesstelle für Volkskunde, die seit 1960 vom Land etatisiert wurde (heute: Landesstelle für Alltags- und Regionalkultur in Staufen / Außenstelle Südbaden des Badischen Landesmuseums Karlsruhe). 1970 übertrug Künzig die Leitung des Instituts seiner Frau, die es bis zu ihrer Pensionierung im Jahr 1989 leitete. Auch im Ruhestand war er dort bis kurz vor seinem Tod täglich anwesend und beriet die Mitarbeiter in allen fachlichen Bereichen. Seine Sammeltätigkeit, deren Ergebnisse in das Tonarchiv des Instituts eingingen und dessen wesentliches Archivgut darstellen, sowie auch die Gründung und der Aufbau des Instituts fanden in der Fachwelt verbreitet Anerkennung.
Im Februar 1982 erlitt Johannes Künzig einen Schlaganfall, der am 10. April 1982 zu seinem Tod führte. Er wurde auf dem Friedhof Bergäcker in Freiburg-Littenweiler beigesetzt.

## Werk
Bereits in seinem Heimatort Pülfringen wurde Künzigs Interesse am Volkslied geweckt. Während seiner Zeit als Soldat im Ersten Weltkrieg schrieb er das Liedrepertoire seines Regimentes (Badisches Leibregiment Nr. 109) auf. Vervollständigt mit Liedern anderer Einheiten wurde 1927 das Büchlein „Lieder der badischen Soldaten“ veröffentlicht 1927,  dessen Ausgabe B einen wissenschaftlichen Anhang, mit Herkunftsnachweisen, der Entwicklungsgeschichte der Lieder und Literaturangaben enthält.
Das Material zu seiner Dissertation bildete den Grundstock für das von ihm begründete und Jahrzehnte betreute und ausgebaute Badische Volksliedarchiv. In den 1920er Jahren begann er  auch mit der Aufzeichnung von Liedern direkt von den Überlieferungsträgern, gegen Ende des Jahrzehnts mithilfe von Aufnahmegeräten (Edison-Phonograph; Draloston-Plattengerät). Die Überzeugung, dass einzig das mit technischen Mitteln erstellte Tondokument die gesungene oder gesprochene Realität authentisch, ohne verformende Einwirkungen des Aufzeichnenden festhalten könne, bestimmte von diesem Zeitpunkt an Künzigs gesamte künftige Arbeit.
Auch bildete in den 1920er Jahren die Beschäftigung mit den Sagen seiner badischen Heimat einen Schwerpunkt. 1923 wurden seine „Badischen Sagen“ gedruckt, die einen frühen Versuch typologischer Anordnung enthielten. Diese Veröffentlichung veranlasste den Verleger Diederichs, Künzig mit der Vorbereitung der „Schwarzwaldsagen“ zu beauftragen, die 1930 erschienen und zu einem Standardwerk volkskundlicher Forschung im Oberrheingebiet wurden; sie erfuhren eine Neuauflage 1965 und eine weitere 1976.
Das Manuskript „Grundformen und Grundschichten der Volkssage“ lag 1936 der philologischen Fakultät als Habilitationsschrift vor, blieb ungedruckt und ist zum größten Teil während der Bombardierung 1944 verbrannt. Das gesammelte Sagenmaterial fasste er in ein ganz Süddeutschland umfassendes, oberdeutsches Erzählarchiv zusammen, das 1944 ebenfalls den Kriegsereignissen zum Opfer fiel. Aus dem Bereich der Volkserzählung sind noch die beiden Auflagen von „Unser Ätti erzählt“ (1943 und 1944) zu erwähnen.
Zu Beginn der 1930er Jahre beschäftigte er sich zudem mit den im 18. Jahrhundert aus den Oberrheingebieten nach Ost- und Südosteuropa Ausgewanderten, wobei er selbst in Archiven Nachforschungen anstellte und zwischen 1930 und 1937 neun Forschungsfahrten ins rumänische Banat unternahm, wo er reichhaltiges Liedmaterial aufzeichnete und phonographierte. Der Ertrag seiner Aufnahmen von 1930 bis 1933 floss in die 1935 gedruckten „Deutschen Volkslieder aus dem rumänischen Banat“ ein, die in der vom Deutschen Volksliedarchiv edierten Reihe „Landschaftliche Volkslieder“ erschienen. Zwei Forschungsreisen unternahm er gemeinsam mit dem Fotografen Hans Retzlaff ins serbische und rumänische Banat sowie nach Siebenbürgen, wobei er in dem 1938 erschienenen Buch: „Deutsche Bauern im Banat“ den Text zu Retzlaffs Schwarz-Weiß-Fotos verfasste. Aus derselben Zeit stammen weitere Kommentare zu Foto-Veröffentlichungen.
Auch während seiner Professur an der Universität Freiburg war die Volkskunde der Auslandsdeutschen ein vorrangiges Thema. Archivstudien in Straßburg und Paris wiesen auf die Auswanderung von Elsässern nach Südrussland hin, und in diesem Zusammenhang unternahm er 1942 eine Forschungsreise ins Schwarzmeergebiet auf die Krim und Wolhynien; eine weitere (1943) wurde nicht mehr genehmigt. Künzigs Tonaufnahmen sowie das gesamte andere Archivmaterial nebst der Institutsbibliothek fielen dem Fliegerangriff der Alliierten auf Freiburg am 27. November 1944 zum Opfer. Seine Aufbauarbeit an der Freiburger Universität wurde dadurch zunichtegemacht. 1945 verfügte die französische Besatzungsmacht die Abschaffung des Faches Volkskunde an der Freiburger Universität.
Der Schwerpunkt der Arbeit lag vorerst auf dem Sammeln aller volkskundlich relevanten Fakten, die die Heimatvertriebenen mitgebracht hatten, um diese durch Aufzeichnungen der Nachwelt zu erhalten. So finden sich auf den mehr als 1200 von ihm aufgenommenen Tonbändern Volkslieder und -erzählungen aller Gattungsbereiche, Volksschauspiele, Mitteilungen über die Jahresbräuche und die Bräuche im Lebenszyklus, das religiöse Brauchtum, über Trachten, Volksglaube und Volksmedizin, über Siedlung, Arbeitsgänge und -geräte, Flurbezeichnungen und Mitteilungen über die Wahrnehmung erlebter Geschehnisse der neueren Geschichte aus subjektiver Sicht. Es kamen für die Forschung wichtige Tonaufnahmen zustande, zum Beispiel der im gesamten deutschen Sprachraum einzig existierende Text-Melodie-Beleg der Ballade vom „Herrn von Braunschweig“, den er auch auf die vom Deutschen Volksliedarchiv und dem Institut für ostdeutsche Volkskunde 1961 edierte Schallplatte „Deutsche Volkslieder aus mündlicher Überlieferung“ setzen ließ.
Nach der Auswertung des über Jahre gesammelten Materials erfolgte dessen Veröffentlichung. Im Titel an Louis Pincks „Verklingende Weisen“ angelehnt, veröffentlichte er 1958 das Ton-Bilderbuch „Ehe sie verklingen… Alte deutsche Volksweisen vom Böhmerwald bis zur Wolga“. Das Buch zu den vier Schallplatten der Kassette enthält neben auf Bildtafeln zusammengefassten Fotos die Liedtexte und Erläuterungen. Wiedergegeben sind vorrangig Lieder aus zahlreichen deutschen Siedlungsgebieten im Osten und Südosten des Kontinents, aber auch Tänze und Instrumentalstücke. „Ehe sie verklingen“ verzeichnete eine breite Resonanz, so dass zwei weitere Auflagen nötig wurden. Die Ausgabe wurde vielfach auch in der Lehre herangezogen.
Die Jahre nach „Ehe sie verklingen“ waren weiteren Veröffentlichungen gewidmet. Nach der Veröffentlichung von Einzel-Schallplatten wie „Drei Märchen und eine Ballade der 'blinden Schwestern'“ (1960), „Passionslieder“, „Balladen“ und „Legendenlieder“ (1966) fasste das Forscherpaar Künzig ab 1967 die Herausgabe der Reihe „Quellen deutscher Volkskunde“ ins Auge, die neben genauen Text-Melodie-Transkriptionen ausgedehntere Kommentare enthalten sollten. Für die Ausarbeitung von Nachschriften und Kommentaren sollten qualifizierte Spezialisten aus den Bereichen der Volkslied- und Erzählforschung, der Musikethnologie oder der Phonetik sorgen. Die Veröffentlichungen veranschaulichen entweder a) Gattungen volkstümlichen Singens und Erzählens: Balladen, Legendenlieder, Liebeslieder, Schwänke, Volkslesestoff, wobei Gewährsleute aus möglichst zahlreichen ostdeutschen Siedlungen mit eingebracht werden; b) ostdeutsche Siedlungsgebiete, wie zum Beispiel die Gottschee in Slowenien oder die Karpaten-Ukraine; oder c) einzelne Gewährsleute, die als typische Repräsentanten des Volkslied- bzw. Erzählgutes ihrer Heimat gelten und demnach auch ein Bild derselben insgesamt übermitteln, wie zum Beispiel die Rosibäs aus Hajós, die blinden Schwestern aus Gánt, der Dobrudschadeutsche Paul Ruscheinski oder die Resi-Néni aus Almáskamarás (Letztere hatte schon einmal im Mittelpunkt einer Arbeit von Johannes Künzig gestanden, nämlich in „Urheimat und Kolonistendorf“).

## Ehrungen und Auszeichnungen
- 1954:  Ehrenmitgliedschaft der Landsmannschaft der Banater Schwaben
- 1955:  Ehrenmitgliedschaft des Arbeiterbildungsvereins Karlsruhe
- 1962:  Agnes-Miegel-Plakette
- 1962:  Korrespondierendes Mitglied der Südostdeutschen Historischen Kommission
- 1964:  Adam-Müller-Guttenbrunn-Plakette
- 1964:  Ehrenzeichen der Vereinigung schwäbisch-alemannischer Narrenzünfte
- 1972:  Ehrenbürger von Pülfringen
- 1973:  Adalbert-Stifter-Medaille
- 1973:  Goldene Ehrennadel des Verbandes der Russlanddeutschen
- 1973:  Oberrheinischer Kulturpreis
- 1974:  Goldene Ehrennadel des Bundes Heimat- und Volksleben
- 1974:  Bundesverdienstkreuz I. Klasse
- 1974:  Donauschwäbischer Kulturpreis
- 1976:  Ordentliches Mitglied der Südostdeutschen Historischen Kommission
- 1976:  Ehrenmitgliedschaft der Landsmannschaft der Gottscheer

## Werkverzeichnis (Auswahl)

### Bücher und Monografien
- Geschichte des Volkslied-Interesses in Baden seit der Romantik. Dissertation. Heidelberg 1922, Maschinschrift.
- Entwicklungsgeschichte und Grundformen der deutschen Volkssage. Ungedruckt, Habilitation, Freiburg 1936, Maschinschrift.
- Badische Sagen. (Eichblatts deutscher Sagenschatz, 10) Eichblatt, Leipzig 1923.
- Deutsche Volkslieder aus dem rumänischen Banat mit Bildern und Weisen. (Landschaftlicher Volkslieder, 28). Hrsg.: Deutsches Volksliedarchiv, De Gruyter, Berlin 1935, doi:10.1515/9783111346830
- Kleine volkskundliche Beiträge aus fünf Jahrzehnten. Freiburg 1972. 448 S.
- Lieder der badischen Soldaten. Eichblatt, Leipzig 1927; Ausgabe B:  mit Anmerkungen Neuabdruck in Johannes Künzig: Kleine Beiträge…, S. 9–11
- Saderlach. Ein Alemannendorf im rumänischen Banat und seine Urheimat. Müller, Karlsruhe 1937; ²1943, Berlin (Volksforschung, Beihefte zur Zeitschrift für Volkskunde,6); Teilabdruck: Zur Geschichte und Volkskunde der alemannischen Bauernsiedlung Saderlach im rumänischen Banat. In: Künzig, Johannes: Kleine Beiträge…, S. 82–150.
- Schwarzwaldsagen. Diederichs, Jena 1930.
- Unser Ätti erzählt. Märchen und Schwänke aus den Oberrheinlanden. Wewel, München 1943.
- mit Hans Retzlaff: Deutsche Bauern im Banat. Mit Texten von Johannes Künzig. Grenze und Ausland, Berlin 1939.
- als Hrsg.: Lobser Liederhandschrift 1816. Sammlung von 47 weltlichen Landliedern. Zusammengetragen von Karl Kraus Schullehrer im Dorfe Lobs, Herrschaft Falkenau. Gerig, Köln 1975. (Musikalische Volkskunde, Materialien und Analysen, 3).
- Die alemannisch-schwäbische Fasnet. Rombach, Freiburg 1950.

### Bibliographien
- Verzeichnis der von John Meier 1886–1934 veröffentlichten Schriften. In: Volkskundliche Gaben. John Meier zum siebzigsten Geburtstag dargebracht. Walter de Gruyter, Berlin 1934, S. 307–314.
- Volkslied, Reim-  und Spielgut der Kinder, Brauchtumsspiele, Volkstanz und Volksmusik im schlesischen Stammesbereich. Eine kritische und referierende Bibliographie. In: Jahrbuch für Volkskunde der Heimatvertriebenen 2.1956, S. 199–263.
- Bibliographie der Iglauer Volkskunde. In: Jahrbuch für Volkskunde der Heimatvertriebenen 3.1957.
- Bibliographie der Schönhengster Volkskunde. In: Jahrbuch für Volkskunde der Heimatvertriebenen 4.1958 S. 243–267.

### Repertorien / Systematische Kataloge
- mit Waltraut Werner: Volksballaden und Erzähllieder – ein Repertorium unserer Tonaufnahmen. Hrsg. in Zusammenarbeit mit Gottfried Habenicht. Freiburg 1975, 288 S.
- mit Waltraut Werner: Legendenlieder – ein Repertorium unserer Tonaufnahmen. Hrsg. in Zusammenarbeit mit Gottfried Habenicht. Freiburg 1977, 172 S.
- mit Waltraut Werner-Künzig: Almáskamarás / Ungarisches Banat. Ein Repertorium unserer Tonaufnahmen, bearbeitet von Gottfried Habenicht. Freiburg 1983.
- mit Waltraut Werner-Künzig: Gánt / Ungarisches Schildgebirge. Ein Repertorium unserer Tonaufnahmen. bearbeitet von Gottfried Habenicht. Freiburg 1983.
- mit Waltraut Werner-Künzig: Kisfalud / Jugoslawische Baranya. Ein Repertorium unserer Tonaufnahmen, bearbeitet von Gottfried Habenicht. Freiburg 1983.
- mit Waltraut Werner-Künzig: Kula / Bezirk Poscheg, Slawonien. Ein Repertorium unserer Tonaufnahmen, bearbeitet von Gottfried Habenicht. Freiburg 1983.

### Schallplatten-Editionen

#### Kassetten mit Begleitbüchern
- Ehe sie verklingen… Alte deutsche Volksweisen vom Böhmerwald bis zur Wolga. Mit 4 Schallplatten und 24 Bildtafeln. Freiburg 1958; 21960; 31977.
- Gottscheer Volkslieder aus mündlicher Überlieferung. Drei Langspielplatten mit Textheft. Gesammelt und herausgegeben von Johannes Künzig und Waltraut Werner. Freiburg 1967. (Quellen deutscher Volkskunde, 1).
- Ungarndeutsche Märchenerzähler I: Die Rosibäs aus Hajós. Drei Langspielplatten mit Textheft. Gesammelt und herausgegeben von Johannes Künzig und Waltraut Werner. Freiburg 1967. (Quellen deutscher Volkskunde, 2).
- Ungarndeutsche Märchenerzähler II: Die „Blinden Madel“ aus Gant. Drei Langspielplatten mit Text- und Kommentarbuch. Gesammelt und herausgegeben von Johannes Künzig und Waltraut Werner. Kommentare: Dietz-Rüdiger Moser. Freiburg 1971. (Quellen deutscher Volkskunde, 3).
- Balladen aus ostdeutscher Überlieferung. Drei Langspielplatten mit Text- und Kommentarbuch.. Gesammelt und herausgegeben von Johannes Künzig und Waltraut Werner. Transkriptionen und Kommentare: Hartmut Braun und Dietz-Rüdiger Moser. Freiburg 1969. (Quellen deutscher Volkskunde, 4).
- Legendenlieder aus mündlicher Überlieferung. Drei Langspielplatten mit Text- und Kommentarbuch. Gesammelt und herausgegeben von Johannes Künzig und Waltraut Werner. Transkriptionen und Kommentare: Hartmut Braun und Dietz-Rüdiger Moser. Freiburg 1971. (Quellen deutscher Volkskunde, 5).
- Schwänke aus mündlicher Überlieferung. Drei Langspielplatten mit Text- und Kommentarbuch. Gesammelt und herausgegeben von Johannes Künzig und Waltraut Werner. Kommentare: Hannjost Lixfeld. Freiburg 1973. (Quellen deutscher Volkskunde, 8).
- Aus dem Liedgut des dobrudschadeutschen ‚Singers' Paul Ruscheinski. Drei Langspielplatten in Kassette mit Text- und Kommentarbuch. Gesammelt und herausgegeben von Johannes Künzig und Waltraut Werner. Melodie-Transkriptionen und Kommentare: Gottfried Habenicht. Freiburg 1977. (Quellen deutsche Volkskunde, 6).
- Volkslieder aus Deutsch-Mokra, einer Waldarbeitersiedlung in der Karpaten-Ukraine. Vier Langspielplatten mit Text- und Kommentarbuch. Gesammelt und herausgegeben von Johannes Künzig und Waltraut Werner-Künzig in Zusammenarbeit mit Gottfried Habenicht. Freiburg 1978. (Quellen deutsche Volkskunde, 9).
- Liebeslieder vom Böhmerwald bis zur Wolga. . Drei Langspielplatten in Kassette mit Text- und Kommentarbuch. Gesammelt und herausgegeben von Johannes Künzig und Waltraut Werner-Künzig. Kommentare: Rolf Wilhelm Brednich und Gottfried Habenicht. Freiburg 1979. (Quellen deutsche Volkskunde, 10).
- Lied- und Erzählgut der Resi Klemm aus Almáskamarás im ungarischen Banat. Vier Langspielplatten in Kassette mit Text- und Kommentarbuch. Gesammelt und herausgegeben von Johannes Künzig und Waltraut Werner-Künzig. Lied-Transkriptionen und Kommentare: Gottfried Habenicht; Kommentare zu den Erzählungen: Michael Belgrader. Freiburg 1980. (Quellen deutsche Volkskunde, 11).
- Graf und Nonne. 18 Beispiele einer Ballade aus mündlicher Überlieferung. Freiburg [1988]. 16 S. Texte, Melodietranskriptionen, Kommentare von Gottfried Habenicht. (Quellen deutsche Volkskunde, 12).
- Volkslesestoff in mündlicher Überlieferung. Vier Langspielplatten in Kassette mit Text- und Kommentarbuch. Authentische Tonaufnahmen 1959–1966 von Johannes Künzig und Waltraut Werner-Künzig. Kommentar: Leander Petzoldt. Freiburg 1978. (Quellen deutscher Volkskunde, 7).

#### Einzelschallplatten
- Passionslieder aus mündlicher Überlieferung. Authentische Aufnahmen 1952–1963 von Johannes Künzig und Waltraut Werner. Freiburg, Volkskunde-Tonarchiv 1966. (Schallplatte 6).
- Von Weihnachten bis Dreikönig. Spiele und Ansingelieder, 1–2. Authentische Tonaufnahmen 1953–1969 von Johannes Künzig und Waltraut Werner. Freiburg, Volkskunde-Tonarchiv, (Schallplatten 25–27).
- Von Weihnachten bis Neujahr. Spiele und Ansingelieder, 3. Authentische Tonaufnahmen von Johannes Künzig und Waltraut Werner. Freiburg, Volkskunde-Tonarchiv, (Schallplatte 27).
- Drei Märchen und eine Ballade der „blinden Schwestern“ aus Gant, Ungarisches Schildgebirge. Authentische Tonaufnahmen von Johannes Künzig und Waltraut Werner. Freiburg, Volkskunde-Tonarchiv 1960.(Schallplatte 5).
- Legendenlieder aus mündlicher Überlieferung. Authentische Tonaufnahmen von Johannes Künzig und Waltraut Werner. Freiburg, Volkskunde-Tonarchiv 1966.(Schallplatte 7).
- Balladen aus mündlicher Überlieferung. Authentische Tonaufnahmen von Johannes Künzig und Waltraut Werner. Freiburg, Volkskunde-Tonarchiv 1966. (Schallplatte 8).
- Erlebnissagen aus dem slawoniendeutschen Dorf Sarwasch. . Authentische Tonaufnahmen von Johannes Künzig und Waltraut Werner. Freiburg, Volkskunde-Tonarchiv 1973. (Schallplatte 32).
- Aus dem geistlichen Liedgut des Dobrudschadeutschen Paul Ruscheinski. Authentische Tonaufnahmen von Johannes Künzig und Waltraut Werner. Freiburg, Volkskunde-Tonarchiv 1976. (Schallplatte 48).
- Christmetten-, Weihnachtslieder und Umgangsspiele aus Sarwasch in Slawonien. Authentische Tonaufnahmen von Johannes Künzig und Waltraut Werner. Freiburg, Volkskunde-Tonarchiv 1973. (Schallplatte 31).

### Filmdokumentationen

#### Filme vor dem Zweiten Weltkrieg
- Das Osterfeuertragen in St. Peter. 1937
- Die Reutbergwirtschaft im Schwarzwald. 1937.
- Der Pfingstkönig in Varnhalt (Mittelbaden). 1937.
- Das Ansiedlerjubiläum der alemannischen Gemeinde Saderlach im rumänischen Banat. 1937.
- Das Grünkernmachen in Pülfringen (badisches Bauland). 1938.

#### Filme ab 1956, zusammen mit Waltraut Werner
- Die Hochzeit der Tochter eines Neusiedlers im Hanauerland, nach Banater Tradition gefeiert. (Kamera: Fritz Aly und Arnold Fanck). 1956.
- Ostbauern auf neuen Höfen. (Kamera: Fritz Aly). 1957.
- Fronleichnamsprozession in dem Trachtendorf St. Peter/Schwarzwald. (Kamera: Fritz Aly). 1958.
- Englische Moriskentänzer. Aufgenommen bei deren Besuch im Kaiserstuhl. (Kamera: Fritz Aly). 1960.
- Palmenweihe in Waldkirch. (Kamera: Fritz Aly). 1960.
- Das „Scheibenschlagen“  in Buchenbach. (Kamera: Fritz Aly). 1962.
- Der „Hissgier“ in Vögisheim - ein Markgräfler Mittfastenbrauch. (Kamera: Fritz Aly). 1962.
- „Hissgier“ und „Uffertbrut“ in Zunzingen. (Kamera: Hans Witte). 1962.
- Sternsingen in Zunsweier bei Offenburg. (Kamera: Fritz Aly). 1963.
- „Hissgier“ und „Uffertbrut“ in Seefelden. (Kamera: Hans Witte). 1965.
- „Die Herstellung eines Beerenpalmen“ in Peterstal/Renchtal. (Kamera: Hans Witte). 1965.
- Herstellung eines „Prachtpalmen“ in Ebnet bei Freiburg. (Kamera: Hans Witte). 1965.
- Das „Ostereierkratzen“ in der Zips. (Kamera: Hans Witte). 1965.
- Ein Ungarndeutscher erzählt das Märchen vom Fürchtenicht „Grünhösler“. (Schwarz-Weiß-Tonfilm 16 mm; Kamera: Hans Witte). 1965.
- Der Umgang der Bigg-Esel am Nikolausabend in Unterentersbach. (Kamera: Hans Witte). 1965.
- Das Blumenteppich-Legen der Budaörser am Fronleichnamstag in Oftersheim bei Schwetzingen. (Kamera: Hans Witte). 1966.
- Das „Todaustragen“ in Boxtal und Rauenberg (Odenwald). (Kamera: Hans Witte). 1967.
- Umgang der Rätschenbuben in Vöhrenbach (Schwarzwald). (Kamera: Hans Witte). 1967.

#### Filme von Johannes Künzig und Waltraut Werner in Zusammenarbeit mit dem Institut für den Wissenschaftlichen Film in Göttingen
- Der Überlinger Schwerttanz. (Farb-Tonfilm). 1962.
- Die Fasnet der Elzacher Schuddig. (Farb-Tonfilm). 1963.
- Das Pfingstbubenspiel in Fußbach/Kinzigtal. (Schwarz-Weiß-Tonfilm). 1964.
- Grünkern-Ernte im badischen Frankenland. (Farbfilm). 1964.
- Das Karwochen-Ratschen in Ebnet bei Freiburg. (Schwarz-Weiß-Tonfilm). 1965
- Die Herstellung einer „Ratsche“ in Ebnet bei Freiburg. (Schwarz-Weiß-Film). Begleitheft: Gottfried Habenicht. 1965.
- Trachten-Goldstickerei in Breitnau/Schwarzwald. (Farbfilm). 1965.
- Der Gangolfritt in Neudenau. (Farb-Tonfilm). 1967.
- Das Egerländer Spitzenklöppeln. (Schwarz-Weiß-Film) 1967.